# Ann Laura Stoler
Ann Laura Stoler (nascida em 1949) é a Professora Distinta Willy Brandt de Antropologia e Estudos Históricos na New School for Social Research na cidade de Nova York. Ela fez contribuições significativas nos campos dos estudos coloniais e pós-coloniais, antropologia histórica, teoria feminista e afeto. Ela é particularmente conhecida por seus escritos sobre raça e sexualidade nas obras do filósofo francês Michel Foucault.